# 胶东公学
胶东公学，1938年8月创办于山东黄县（今烟台市龙口市），1939年2月后几经辗转，1945年春停办，1945年11月26日在莱阳县（今烟台市莱阳市）恢复办学，1946年1月迁至烟台（今烟台市芝罘区），1947年9月迁至威海乳山县，1948年1月停办。
1946年8月，以胶东公学师范部的基础成立的胶东师范学校是今鲁东大学的前身。

## 历史

### 办学背景
1937年七七事变后，侵华日军加快对中国的侵占。10月，侵华日军攻入山东，原属国民政府教育系统的中等学校纷纷停办或按省教育厅指令南迁，胶东地区的教育陷入停顿和空荒。1937年12月24日，中国共产党胶东特别委员会在山东省文登县发动天福山抗日武装起义，成立山东人民抗日救国军第三军。1938年2月，以理琪为主席的胶东军政委员会及山东人民抗日救国军第三军司令部成立，其后逐步建立了相当完整的蓬莱、黄县、掖县三县的抗日民主政权。1938年4月，中共胶东特委在牟平县马石店村开会，决定仿照中共中央在延安创办的陕北公学，在胶东抗日根据地创办一所中等学校，用来培养适应抗日战争和根据地需要的人才。中共胶东特委代理书记曹漫之提议校名定为“胶东公学”。1938年夏，胶东区北海行政督察专员公署在黄县成立，曹漫之任专员。6月，胶东特委决定立即在胶东抗日根据地筹建胶东公学。

### 第一次办学

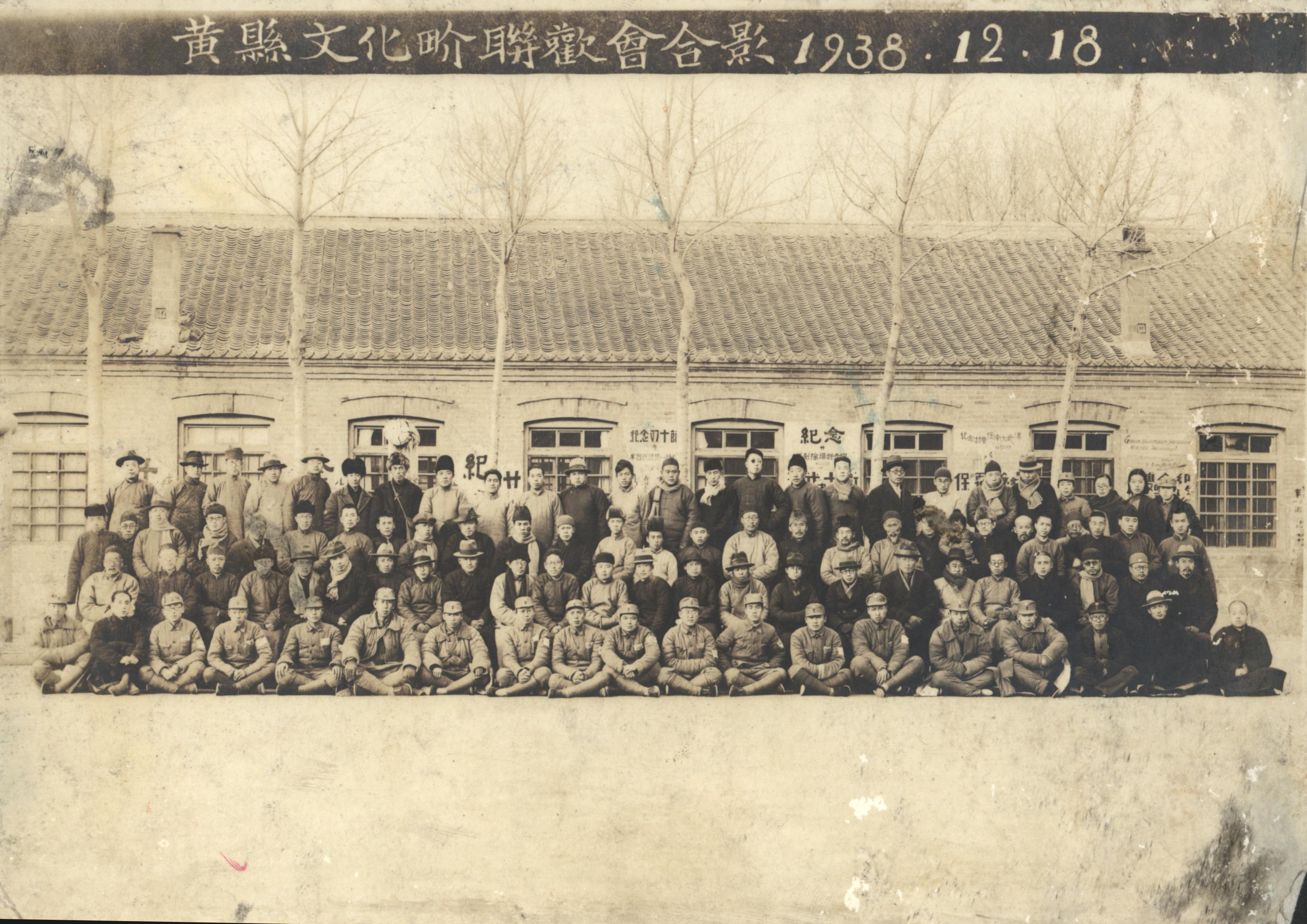
黄县文化界联欢会与会者合影

1938年6、7月间，胶东特委在黄县召开胶东公学筹建座谈会，确立以“实施抗战教育，培养抗战建国人才”为办学宗旨。会后由赵野民、李希珙负责具体组织筹建工作。1938年8月下旬，胶东公学在黄县县立中学旧址正式开学，校长由北海行政督察专员、黄县县长曹漫之兼任，赵野民为专职副校长，袁志刚任教导主任，常溪萍任总务主任，宫维桢负责政治思想工作，张秀珩任女生指导员。胶东公学设立社会科、普通科和师范科，有教师8名，第一期共招学生250人，第二期招生120人。
1938年9月，中国共产党胶东公学特别支部成立，梁辑卿任书记，宫维桢、常溪萍、赵野民任特支委员。1938年12月，蓬莱县抗日中学并入胶东公学。中共胶东特委改称中共胶东区委，胶东公学特支隶属之。1939年春节前，胶东抗日军政干部学校由掖县迁至胶东公学校园。1939年2月，侵华日军占领掖县城，黄县形势严峻，胶东公学和胶东抗日军政干部学校合并后退驻山区。1939年3月，胶东公学停办。社会班、师范班学生多分配到各单位工作，普通班学生因年龄较小被疏散回家。1940年3月，原胶东公学的部分教职员在掖县办短期师范，王纯任校长，招生二期共约200人。

### 第二次办学
1940年5月，北海行政督察专员公署以曹漫之专员的名义发布施政纲领，以适应抗日形势变化，其中包含“实行抗战教育”的指示。于是，北海区参议会和中共山东第三区委政治部决定撤销蓬黄联中与招掖联中，恢复胶东公学，成立以苏振民为首的胶东公学筹备组，准备招生复学。然而，1940年6月，青岛、烟台等地数千日伪军兵分多路对胶东地区的抗日根据地进行20余天大“扫荡”，复校筹备组在招远坡西山遭日军袭击，虽无人员伤亡，但受日军新据点阻隔，复校工作被迫中断，筹备组人员转移到掖县待命。
1940年12月，中共胶东区委决定胶东公学以掖县短期师范为基础恢复招收学生。1941年2月，经过中共胶东区委任命，赵野民任校长兼教导处主任，教导处下设科，王纯任指导科长，迟剑敏任教学科长，辛紫上任总务主任。校部设在掖县（今烟台莱州市）过西村、包上村一带。1941年3月，指导科长王纯率10余名教工至栖霞黄县交界处的艾崮山区，在林家村开办胶东公学北海分班。掖县校部招生五六十人，北海分校招生六七十人，学校流动办学，上课有时集中有时分散，借用的民房既当教室，也当宿舍。本校和北海分校分别油印出版了校刊《胶公生活》和《胶公生活北海分班版》。1941年5月19日晨，北海分校遭招远九曲据点日伪军袭击，尽管师生最终得以突围，但5名学生和1名教师被杀害，4名学生受伤，3名教师伤残。
1941年5月中旬，公学本部为防止日伪军突袭被迫转移，在掖县海神庙与日军遭遇，所幸全部安全脱险。8月，本部师生奉命从掖县东迁，在地方武装的护送下越过日伪封锁线，到栖霞蒲夼村与北海分班汇合，后一起东迁至位于胶东抗日根据地中心区的牟平县郝格庄和柳林夼一带。1941年9月，胶东公学移驻牟海县、牙前县交界的凤凰崖、涝口一带。至12月，已经陆续招生至300余人，设师范科两个班，普通科两个班，职业科一个班，增加教师12名。1942年1月，为应对日伪军扫荡，学校从牟平向文登转移，在文登、荣成两县滨海地区以小队形式分散学习生活，同时开办民众夜校。1942年5月，胶东公学迁回凤凰崖、涝口一带。1942年7月7日，学校组织学生到马石店村与群众联合举行“七一”和“七七”纪念活动，活动即将结束时获悉牟平水道据点的300多日伪军奔袭而来，胶东公学师生立即组织转移，但部分滞后跟进的师生在7月8日早晨在转山头村附近与敌人遭遇，经日伪军开枪射击后，包括带路老乡在内的11人当场牺牲，另有4人受伤，伤者中3人因伤重不治牺牲，史称“七八血案”。1942年8月，胶东公学抗日救国会成立，宫策任主任。1942年9月，根据胶东行政主任公署的决定，胶东公学与胶东女子中学合并，由行署教育处副处长李芸生任校长兼教导主任，赵野民任副校长兼教务主任，辛紫上任总务主任。学校建立党总支，李芸生任总支书记。1942年冬，为应对日伪军进行的拉网大扫荡，胶东公学向东转移，并将师生疏散在文登、荣成地区的百姓家中，但仍有10余名师生在大扫荡中牺牲。

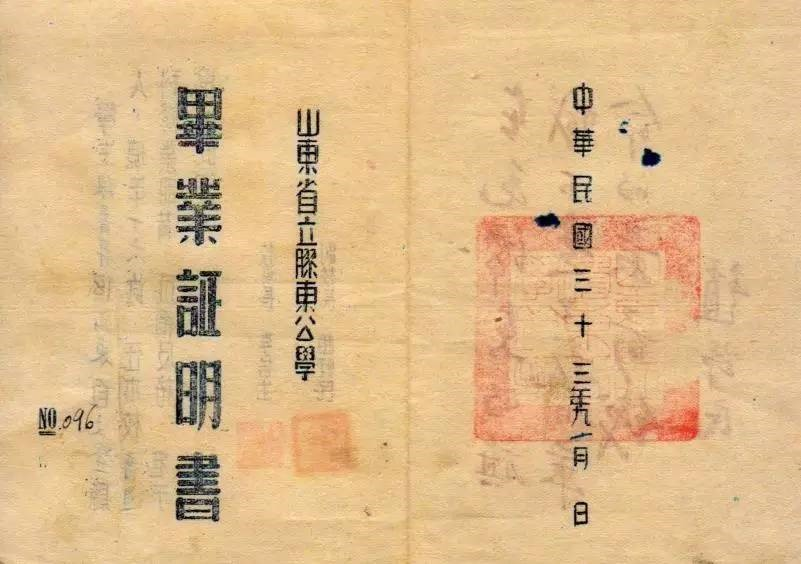
山東省立膠東公學畢業證明書

1943年春，胶东公学师生在乳山县珠港一带集结，终于得以稳定教学，增设高中班，共有500多名师生。1943年3月，牟海县峒岭小学并入胶东公学为附属实验小学，由迟欣圃任校长，冷棘任教务主任，刘日新任总务主任。1943年4月，胶东公学新建校务委员会，李芸生任主任。1943年7月，胶东公学在牟海县珠塂村组织书面考试招生，招收新生两个班100余人。1943年8月，胶东公学集中到峒岭村和徐家村一带，扩大招生至16个班800余人。1943年12月，胶东公学改称“山东省立胶东公学”。1944年春，学校师生在珠港一带开荒种地，解决了粮食和供应不足问题。
1944年夏秋，胶东公学向西转移至海阳县高村一带，海阳中学奉命并入胶东公学，胶东公学设组织科、教务科、总务科，原海阳中学校长孙川四任组织科长主持学校工作，萧道军任总支书记并代理组织科工作，于达任教务科长，吴鹍图任总务科长，合并后有18个班，900多名学生。1944年秋，胶东公学高年级学生被陆续分配工作，多被分配到行政、公安、部队、联社和群众团体等部门。1945年2月，胶东行政公署任命姜守迁为胶东公学校长。1945年3月，胶东公学奉命派30多名师生到旧莱阳中学和十一联合中学进行改组工作。1945年4月，胶东公学在海阳县发城村招生。1945年春，胶东行署发布《胶东区教育工作改革计划》，为加强干部教育、开展群众教育，将教育重点改为成人，胶东公学等学校随之停办，胶东公学学生多参军或从政，少数从事教育。

### 第三次办学

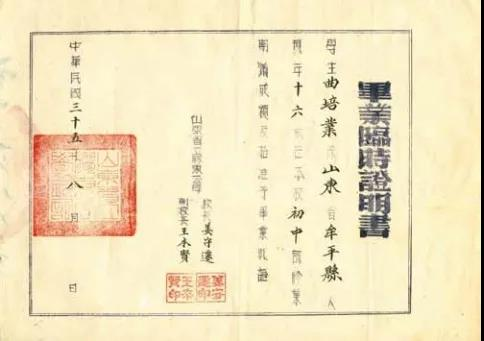
山东省立胶东公学毕业临时证明书

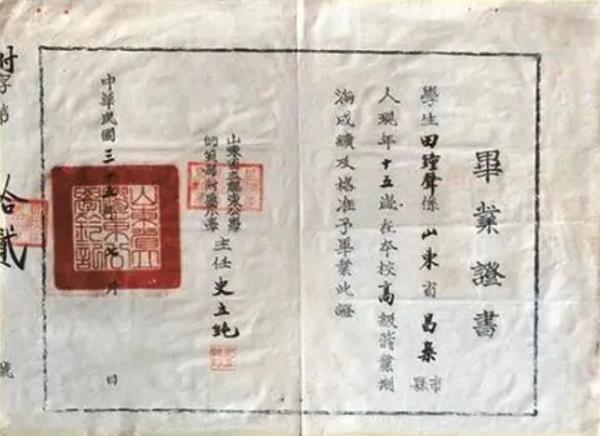
山东省立胶东公学师范部附属小学毕业证书

1945年7月，旧莱阳中学和十一联合中学改组完成，称“胶东区莱阳中学”，原莱阳中学副校长宋景周为校长，马少波为副校长，罗竹风为教务主任，萧道军为总支书记兼副指导主任，吴鹍图为总务主任。1945年8月15日侵华日军投降，莱阳中学在海阳县发城村召开庆祝抗日战争胜利大会。9月，莱阳中学迁到莱阳县红土崖村、南务村。为了争取新解放区的青年学生，胶东行署决定重新恢复胶东公学。11月26日，胶东公学在南务村莱阳中学举行复学典礼。胶东公学恢复原名后，姜守迁任校长，王本贤任副校长，曲力任教导主任，有学生500余人。设总支委员会，王本贤任总支书记。1946年1月，胶东公学部分师生迁至烟台，与烟台东山中学（即原志孚中学）合并，改称山东省立胶东公学总校，校址设在原志孚中学旧址。烟台师范学校并入胶东公学总校为师范部。1946年3月19日，在原东山中学校址举行合组典礼。总校由姜守迁任校长，王本贤任副校长，曲力任指导主任，王慕韩任总务主任，朱泽甫兼任师范部主任，张桥任师范部教务主任，王学颜任师范部指导主任。有学生913人，教职工49人。在莱东县南务村设立山东省胶东公学分校，刘维之任分校校长，夏嘉任教务主任，吴鹍图任总务主任。1946年4月，山东省胶东公学总校师范部和分校分别开办小学教师短训班。1946年8月，以胶东公学师范部的基础在莱东县朱岚村成立胶东师范学校，朱泽甫任校长，有前师和后师共11个班，学生400余人。
1947年9月，因国共内战，国民政府军队重点进攻胶东，胶东公学总校撤离烟台。11月30日，胶东公学总校转移疏散到乳山县草埠村一带，同样迁来的烟台一中、二中组建临时烟台市联合中学，王俊超任校长，约有师生300人。1948年1月，胶东地区各学校的学生被迫疏散，山东省胶东公学总校和分校奉命停办。

## 分科与学制
| 分科   | 介绍                     | 1938年的学制                       | 1942年8月改革后                          |
| ------ | ------------------------ | ---------------------------------- | ---------------------------------------- |
| 社会科 | 以培养干部为主           | 4个月毕业，战争时期多3个月提前毕业 | 初级3年、高级3年，战争环境下一般是1至3年 |
| 师范科 | 培养小学师资             | 4个月毕业，战争时期多3个月提前毕业 | 初级3年、高级3年，战争环境下一般是1至3年 |
| 普通科 | 相当于中学，学员年龄较小 | 半年毕业                           | 初级3年、高级3年，战争环境下一般是1至3年 |

## 课程与教材

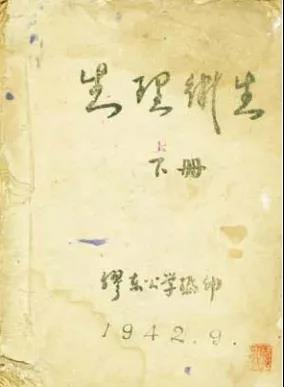
胶东公学编印的生理卫生课本

1943年以前，课程内容以政治教育为中心，同时开设部分文化课程。政治教育包括抗战教育、民运教育、劳动教育、政治时事教育等。1943年至1944年学校驻牟海县峒岭时期，开设有初级中学和高级中学文化课，但政治教育仍占很大比重。
教材由各科教师和教务处自选自编，由学校出版队刻蜡纸油印、装订成册。由于物质条件限制，教材经常现印、现发、现教，印刷质量也参差不齐。文化课教材多靠师生搜集，包括之前学校的旧课本，从搜集到的中华书局、开明书店出版课本中选编、改编为教材，以及民运工作过程中从群众家中发现的课本等。政治课教材完全靠教师编写。教材讲义编写不及时的话，通常通过教师面授，学生作笔记的方式解决。

## 教师来源
胶东公学的教师主要有四种来源：
1. 原山东省立第二乡村师范学校师生，如阎仲容、姜守迁、郑铭石等；
2. 从部队抽调的本科学历干部或战士，据统计，其中仅北京大学、北京师范大学、上海交通大学等高校毕业的便不少于20人；
3. 学校周边地区的教师，如苏振民、王卓青、孙步唐、于大申、李同聚、丛鹤丹、杜纯德、王骥、孙虚谷、田少伯等；
4. 由北海专署等机关干部兼任，如曹漫之、罗竹风、李国屏、胡亦农、张秀珩、迟剑敏等。

## 评价
中国共产党中央委员会委员谭启龙称胶东公学是“培养革命干部的摇篮”，中共山东省委书记、中共中央顾问委员会委员苏毅然称其为“敌后根据地人才基地”。中共山东省委书记梁步庭称其为“一座革命的熔炉”，认为她的学风和教风是中国共产党的传统作风的生动体现，值得后来人学习和借鉴。原中共中央政治局委员、全国人大常委会副委员长姜春云称胶东公学“教育结硕果，桃李满天下”。

## 相关

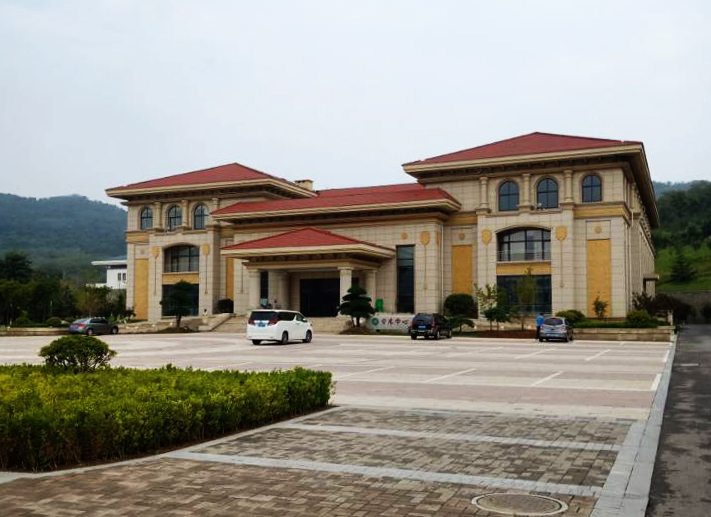
鲁东大学

山东省立胶东公学总校搬离烟台后，志孚中学在其原址复校，后经历山东省立烟台中学、山东省立烟台第一中学等历史阶段，于1950年改名山东省烟台第一中学至今。
1948年10月，源自胶东公学师范部的胶东师范学校在莱阳南大寺街西仙游宫复校，12月改名为山东省莱阳师范学校。后历经莱阳师范专科学校、烟台师范专科学校、烟台教师进修学校、烟台师范学院等历史阶段，2006年更名为鲁东大学，被认为是胶东公学的延续。

## 纪念
山东省威海市乳山市滨海新区白沙滩镇宫家村建有胶东公学历史陈列馆。

## 备注
1. ↑  一说常溪萍任训导主任，李希珙任总务主任[1]